# Кизема (посёлок)
Ки́зема — посёлок Устьянского района Архангельской области России. Входит в состав Киземского сельского поселения.
С 1950 по 2005 год посёлком городского типа. С 2014 года включён в перечень моногородов России

## Название
Станция, посёлок названы по речке. Кизема — левый приток Устьи. От саамского «лето», таким образом, Кизема — «Летняя», то есть река текущая с юга

## География
Расположен на юго-востоке Устьянского района на реке Кизема (приток Устьи, бассейн Северной Двины) в 90 км к востоку от Октябрьского и в 100 км к западу от Котласа.

## История
Киземский поселковый совет образован в 1951 году. В сентябре 1959 года посёлок Кизема был передан в состав Устьянского района Черевковского района. С 2006 года Кизема является административным центром МО «Киземское».
Распоряжением Правительства РФ от 29 июля 2014 года № 1398-р «Об утверждении перечня моногородов» муниципальное образование включено в категорию «Монопрофильные муниципальные образования Российской Федерации (моногорода) с наиболее сложным социально-экономическим положением».

## Население
| 1959   | 1970  | 1979  | 1989  | 2002  | 2010  | 2012  |
| ------ | ----- | ----- | ----- | ----- | ----- | ----- |
| 11 264 | ↘4962 | ↘4921 | ↗5181 | ↘3788 | ↘2968 | ↗3651 |

## Культура
Недолгое время в посёлке работал учителем Юрий Визбор после окончания института по распределению в 1950-х годах. Доброй традицией стал фестиваль авторской песни «Киземские струны», посвященный памяти Юрия Визбора.

## Образование
Киземская средняя школа, Киземская специальная (коррекционная) общеобразовательная школа-интернат, два детских сада «Надежда» и «Солнышко».

## Экономика
Железнодорожная станция на линии Коноша — Котлас. Предприятия лесной и деревообрабатывающей промышленности. Больница..